# Knattspyrnufélag Akureyrar
Knattspyrnufélag Akureyrar, ofta förkortat KA Akureyri, är en isländsk idrottsklubb från Akureyri som är mest känd för sina framgångar inom fotboll.

## Meriter
Mästare1989
Cupen1969

## Färger
KA Akureyri spelar i gul och blå trikåer, bortastället är röd, blå och vit.
| KA AKUREYRI | KA AKUREYRI |

## Placering senaste säsonger
| Säsong | Nivå | Liga        | Placering | Referens | Notering |
| ------ | ---- | ----------- | --------- | -------- | -------- |
| 2017   | 1    | Pepsideild  | 7         | [ 3 ]    |          |
| 2018   | 1    | Pepsideild  | 7         | [ 4 ]    |          |
| 2019   | 1    | Pepsideild  | 5         | [ 5 ]    |          |
| 2020   | 1    | Pepsideild  | 7         | [ 6 ]    |          |
| 2021   | 1    | Pepsideild  | 4         | [ 7 ]    |          |
| 2022   | 1    | Besta deild | 2         | [ 8 ]    |          |
| 2023   | 1    | Besta deild | 7         | [ 9 ]    |          |
| 2024   | 1    | Besta deild | 7         | [ 10 ]   |          |